# Constanze Moser-Scandolo
Constanze Moser-Scandolo (ur. 4 lipca 1965 w Weimarze) – niemiecka łyżwiarka szybka reprezentująca też NRD, dwukrotna medalistka mistrzostw świata oraz zdobywczyni Pucharu Świata.

## Kariera
Pierwszy sukces w karierze Constanze Moser-Scandolo osiągnęła w 1989 roku, kiedy zdobyła srebrny medal podczas wielobojowych mistrzostw Europy w Berlinie. Rozdzieliła tam na podium dwie rodaczki: Gunda Kleemann i Jacqueline Börner. Miesiąc później zwyciężyła w tej samej konkurencji na mistrzostwach świata w Lake Placid, wyprzedzając Kleemann i Holenderkę Yvonne van Gennip. Ponadto na rozgrywanych w 1990 roku mistrzostwach świata w wieloboju w Calgary zajęła trzecie miejsce, przegrywając tylko z Jacqueline Börner i Japonką Seiko Hashimoto. Wielokrotnie stawała na podium zawodów Pucharu Świata, odnosząc przy tym pięć zwycięstw. Najlepsze wyniki osiągała w sezonie 1988/1989, kiedy była najlepsza w klasyfikacji końcowej 1500 m oraz trzecia w klasyfikacjach 1000 m i 3000/5000 m. Ponadto w sezonie 1989/1990 zajęła drugą pozycję w klasyfikacji 1500 m. Nigdy nie wystąpiła na igrzyskach olimpijskich.